# شارل بيرو

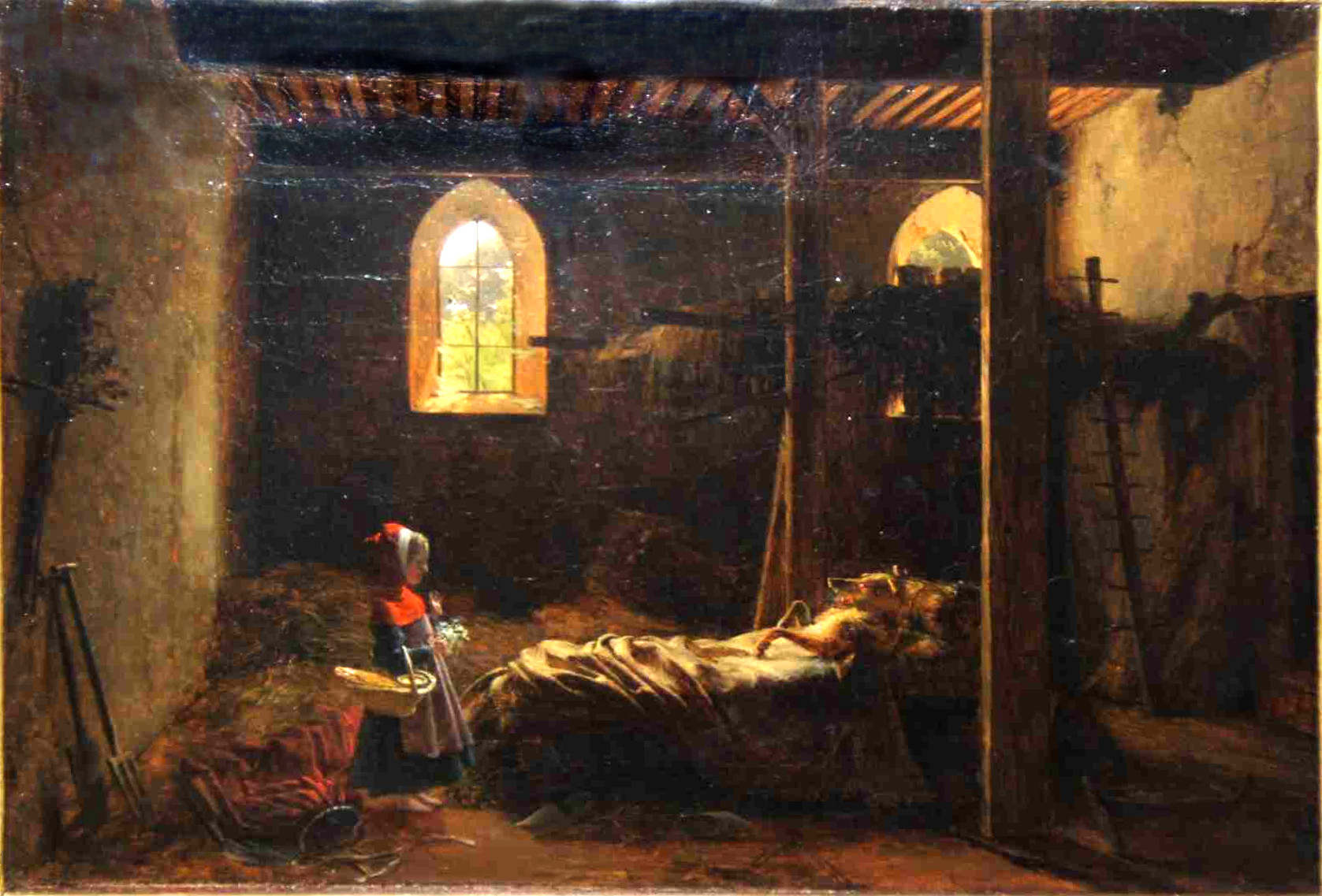
رسم فرنسي قديم للقصة الشهيرة ليلى والذئب التي ألفها شارل بيرو، الرسمة سنة 1820م

شارل برولت كما يسميه بعضا من الكتاب العرب، والاسم الأصوب هو شارل بيرو Charles Perrault؛ ولد في باريس 12 يناير 1628 وتوفي في 16 مايو 1703 كان الكاتب والشاعر الفرنسي الذي وضع الحجر الأساس لنوع حديث في الكتابة الأدبية وسماه بـ حكاية خرافية.
وأشهر ما كتب قصة ذات القبعة الحمراء وهي نفسها القصة التي يدعوها العرب بـ ليلى والذئب، وقد تم تعديل القصة على يد الكتبة إلى أن وصلتنا كما هي اليوم.

## حياته الشخصية
ولد شارل بيرو من عائلة فرنسية برجوازية تنتمي إلى طبقة الأغنياء، وكان الابن الأصغر في عائلته المتكونة من سبع أبناء، جان الابن البكر كان محامي مثل أباه ومات في تاريخ 1669 وأخاه الثاني بيير كان مستقبل عام في الاقتصاد ومات في سنة 1680 وأخاه كلود كان طبيباً ومات بتاريخ 1680 بينما أخاه نيكولا كان يهوى الرياضات ومات بتاريخ 1668 ، أما ماري البنت الوحيدة في العائلة فتموت صغيرة وهي في السن 13 ، كان لشارل أيضا شقيق توأم لكنه مات في سن الرضاعة وعمره 6 أشهر.
في تاريخ 13 يناير 1626 تم تعميد شارل شأنه شأن كل العائلات المسيحية في وقته، وكان ذلك في كنيسة سانت تي تيان الواقعة بباريس .
استطاع الكاتب الفرنسي الشهير ؛ شارل بيرو المولود في عام 1628 م والمتوفى عام 1703 م الوصول لقلوب أكثر من عشرات بلايين من البشر منذ نحو أربعمائة سنة، إثر وضعه لمجموعة حكائية كتبها من أجل المساعدة في تربية الأبناء لكي تخدم أهدافا سامية كان يرى من الضرورة طرحها لأطفال المجتمع الفرنسي الذي كان يعيش بين ظهراينهم.
كان بيرو من أبرز أعضاء الأكاديمية الفرنسية في عصره، وهو من أدخل ثمرة جوز الهند لفرنسا لأول مرة عام 1674 وذلك أمام أعضاء أكاديمية العلوم.
عرف أن شارل كان أدبياً براقاً يهوى الكتابة كما أنه كان ميّالاً للفلسفة، يترك دراسته إثر شجاره مع أحد أستاذته وكان معه زميل أيضاً، ومنذ ذلك الحين يقرران عدم العودة إلى مقاعد الدراسة من جديد فيتوجه إذا لقراءة الكتاب المقدس ويتمعن في قراءة تاريخ فرنسا وبعض الكتب والمختطفات التي تفيده كثيراً كدراسة مجانية تنمي ثقافته وتعوضه غيابه عن الدراسة ونتيجة كل المزيج الذي استعمله في دراسته يتمكن من إنشاء كتبه مثل كتاب له يدعى الكتاب السادس من إينييد وكتاب أسوار طروادة.

## أساطير كتبها
وينضوي تحت لواء تلك الأساطير التي سطّرها قلمه:
ذات القبعة الحمراء وهي نفسها قصة التي يدعوها العرب ليلى والذئب، ومن في أوروبا لا يعرف اللحية الزرقاء، وتطل علينا من نافذة خيال الكاتب أيضا قصة الجمال النائم، وعقلة الإصبع، وسندريلا أو حذاء سندريلا، والماس والضفادع، وبود المضحك، وجلد الحمار أو الأميرة الهارب، وريكي الخصلة وفي مخزون الكاتب العديد من القصص الخرافية التي أصبحت بالنسبة لكثيريين تراث شعبي. وقد جمع بيرو هذه القصص في كتابه الشهير حكايات الإوزة الأم.
كان شارل بيرو الأكثر شعبية وشهره في عالم القصص، وقد أنتجت لقصصه أعمال عالمية منها ما كان في الأوبرا والباليه ؛ وألّف على إثرها موسيقيون عالميون مثل تشايكوفسكي في مقطوعة الجمال النائم، وكذلك أنتج العالم على قصصه المسرحيات، والمسرحيات الموسيقية، والأفلام، التي تنوعت بين الأداء التمثيلي والرسوم المتحركة .

## سيرته المهنية

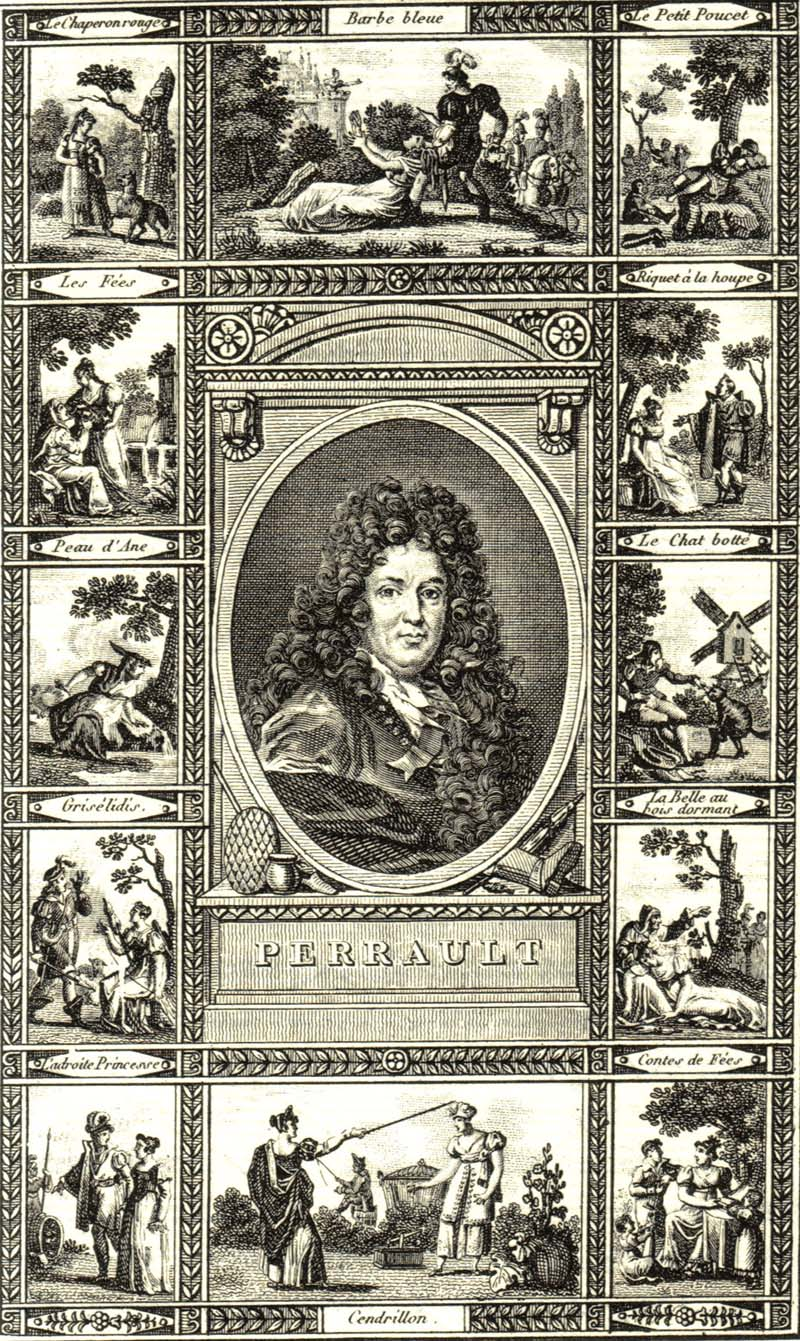
Perrault in an early 19th-century engraved frontispiece

درس الحقوق في مدينة اورليان Orléans ومارس مهنة المحاماة، غير أنه قلّما ترافع في قضية. أوقف پـِرّو، نفسه زهاء عشرين عاماً، على خدمة جان-باتيست كولبير Jean-Baptiste Colbert وزير مالية الملك لويس الرابع عشر، مما جعله يثق به ويُدْنيه منه، إلى أن وقع بينهما خلاف سنة 1680، فافترقا.
اهتم كثيراً بالموضوعات العلمية كالرياضيات والهندسة والطب وعلم الميكانيكا التي كان الجدل فيها محتدماً آنذاك إلا أن هذا لم يصرفه عن الأدب الذي شغف به ووجد فيه ميداناً خصباً تألقت فيه موهبته.
أدار پـِرو مع الشاعر الفرنسي جان شاپلان Jean Chapelain قسم الدعاية الملكية الذي يعد اللبنة الأساسية في النظام الملكي، مما مكَّنه من تشجيع الأعمال الفنية واجتذاب القصائد التي تمدح الملك، وتوزيع الجوائز على الأدباء والفنانين، كما قام بتأليف شعارات باللغة اللاتينية أشادت بانتصارات لويس الرابع عشر وإنجازاته، وأشرف على تشييد القصور والمباني التي تبرز عظمة الملكية. وفي قصيدة عنوانها «عصر لويس العظيم» (1687) Le siécle de Louis le Grand، ألقاها بيرّو في الأكاديمية الفرنسية التي كان عضواً فيها، أشاد بعصر لويس الرابع عشر، غير أن الشاعر والناقد بوالو Boileau عدَّ القصيدة مهينة للشعراء القدامى، لأن ناظمها أثْنى على أدباء عصره وأكّد تفوقهم على الأدباء القدامى، مما حمل بوالو على هجائه في قصيدة تهكمية. وفي محاورته التي تعرف باسم «موازنة بين القدامى والمحْدثين» (1688-1696) Paralléles des Anciens et des Modernes ، أجاب پـِرو عما أثاره بوالو، وسخر فيها من التزمت العلمي الذي اصطُبغ به أنصار التراث القديم، وأكد أن التطور ممكن في الفنون كما في العلوم، وقد أثار هذا النقاش الحاد ما عُرف بـ «النزاع بين القدامى والمحدَثين» Querelle des Anciens et des Modernes الذي ظل محتدماً في أواخر القرن السابع عشر، وصرف بيرّو جلَّ همه له، إلى أن خفت حدته سنة 1700. كتب بوالو خطاباً مفتوحاً لپـِرو اعترف فيه إلى حد ما بمساواة أدب القرن السابع عشر بالأدب القديم، وتخلّى بيرّو إثر ذلك عن التشبث برأيه وعدّل من لهجته الهجومية في كتابه «الرجال المشاهير الذين برزوا في فرنسة في القرن السابع عشر» Les Hommes illustres qui ont paru en France pendant le XVll siécle. وقد اشتمل الكتاب على تراجم ونقد لأهم شخصيات فرنسا في ذلك القرن.
وقد سخَّر پـِرو موهبته في أواخر حياته لكتابة القصص الشعبية وقصص الأطفال، إذ شهدت السنوات الأخيرة من القرن السابع عشر افتتاناً كبيراً بكل ما هو خارق ومثير للإعجاب، ودرجت «قصص الجن» والقصص الخرافية في المنتديات الأدبية، وكانت النساء التي ترتادها تتنافس في رواية القصص الخارقة لكي تجتذب الكبار كما الأطفال. وغدا الرواة والقاصون ينهلون من معين المتخيَّل الشعبي والتراث المتناقل بين الناس وخاصة روايات العجائز والمربيات

### حكايات الأوزة الأم
وقد تأثر بيرو أيضاً بهذا التيار فنشر عام 1697 مجموعة قصص للأطفال عرفت باسم «حكايات الأوزة الأم» Contes de ma mére l’oye التي ظهرت تحت اسم نجله الأصغر پـِرو دارمنكور، ومنها «الحسناء النائمة» و«ذات القبعة الحمراء» و«ذو اللحية الزرقاء»، و«القطة ذات الحذاء» و«سندريلا»، و«عقلة الإصبع». وقد لاقت هذه القصص نجاحاً عالمياً لم يتوقعه بيرو ذاته. وتتميز هذه القصص بكونها هادفة ومسلية في الوقت ذاته للقارئ، سواء كان طفلاً أم راشداً. وتمتاز أيضاً بطابعها الشعبي الذي استقاه پـِرو من التراث الروائي الشعبي مستخدماً أسلوب التكرار وموضوع النزاع بين الخير والشر. وقد أعاد بيرو كتابة هذه القصص بأسلوب عفوي وبسيط جعلت منه أول من ابتدع هذا الضرب من القصص التي فاقت شهرتها جميع أعماله الأخرى.
يُذكر أن هذه القصص تشيد بالمتخيّل الشعبي والموروث لشعوب أوروبا، وأبطالها ليسوا سوى صور حديثة لأبطال الأساطير الشعبية، وقد ألبسها بيرّو ثوباً جديداً لكي يتجنب رقابة الكنيسة. وعكف البنيويون على دراسة قصص بيرّو وكشفوا عن مفهوم البطل، والبطل الخرافي، والأزمة التي ينبغي للبطل أن يجتازها، والتطور الدرامي الذي يدفع الأحداث إلى الأزمة.
ولم تأت شهرة پـِرو من كتابته لهذه القصص وجمعه لها فحسب، بل من الأفكار الجديدة التي طرحها والمشروعات الخصبة التي تطلع فيها إلى المستقبل متفائلاً بالجيل الجديد وبالحداثة.

## وصلات خارجية
- شارل بيرو على موقع IMDb (الإنجليزية)
- شارل بيرو على موقع الموسوعة البريطانية (الإنجليزية)
- شارل بيرو على موقع ألو سيني (الفرنسية)
- شارل بيرو على موقع ميوزك برينز (الإنجليزية)
- شارل بيرو على موقع أول موفي (الإنجليزية)
- شارل بيرو على موقع قاعدة بيانات برودواي على الإنترنت (الإنجليزية)
- شارل بيرو على موقع قاعدة بيانات الأفلام السويدية (السويدية)
- شارل بيرو على موقع إن إن دي بي (الإنجليزية)
- شارل بيرو على موقع ديسكوغز (الإنجليزية)
- شارل بيرو على موقع قاعدة بيانات الفيلم (الإنجليزية)

- "Charles Perrault". الموسوعة الكاثوليكية. نيويورك: شركة روبرت أبيلتون. 1913.
- مؤلفات Charles Perrault في مشروع غوتنبرغ
- Charles Perrault  على قاعدة بيانات الخيال التأملي على الإنترنت
- Charles Perrault's fairy tales at World of tales
- (بالفرنسية) Charles Perrault, his work in audio version
- Fairy Tales of Charles Perrault
- The Tales of Mother Goose - Illustrated fairy Tales of Charles Perrault